# Bermuda-szigeteki viharmadár
A Bermuda-szigeteki viharmadár (Pterodroma cahow) a madarak (Aves) osztályának a viharmadár-alakúak (Procellariiformes) rendjébe, ezen belül a viharmadárfélék (Procellariidae) családjába tartozó faj.
Bermuda hivatalos madara.

## Előfordulása
Bermuda és az Amerikai Egyesült Államok területén honos. Kóborlásai során eljut a Bahama-szigetekre és Portugáliára. Jelenléte Kanadában bizonytalan.

## Természetvédelmi állapota
Az ember által behozott patkányok, macskák és kutyák fenyegetik létét. Az IUCN vörös listáján a végveszélyben lévő kategóriában szerepel.